# Abutsu-bo
Abutsu-bo (también conocido como Abutsu-bo Nittoku aunque su nombre secular era Endo Tamemori). Fue un seguidor laico de la escuela budista Nichiren que vivió en la isla de Sado, Japón.

## Carrera
La tradición dice que Abutsu-bo fue un samurái que sirvió al emperador retirado Juntoku en Kyoto y que acompañó a este cuando fue castigado por el intento de la corte imperial por derrocar al gobierno del Shogunato de Kamakura, en lo que se conoce como los disturbios de Jokyu de 1221. De acuerdo a estudios recientes sin embargo parece más probable que Abutsu-bo haya sido un nativo de la isla de Sado.
Cuando Nichiren fue exiliado a Sado a finales de 1271, Abutsu-bo quien era un ardiente seguidor de la escuela de la Tierra Pura, lo visitó en Tsukahara para debatir con él, cuando Nichiren refuto en el debate las enseñanzas de la escuela Tierra Pura, Abutsu-bo se convirtió a la enseñanza de Nichiren, junto con su esposa la monja laica Sennichi. Esta pareja con gran sinceridad asistió a Nichiren durante su exilio, acercándole comida y otras necesidades durante más de dos años hasta que Nichiren fue perdonado y dejó la isla en 1274.
Después de que Nichiren se retirara a Minobu, sin importar su avanzada edad Abutsu-bo fue a visitarlo y llevarle ofrendas a su retiro tres veces. Se dice que Abutsu-bo murió el vigésimo primer día del tercer mes de 1279, a la edad de 91 años. En 1279 su hijo Tokuro Moritsuna, viajó a Minobu para depositar las cenizas de su difunto padre. Moritsuna mantuvo la fe en la enseñanza de Nichiren, y su nieto conocido por el nombre de Nyojaku Nichiman, viajó a Fuji de niño donde se volvió un discípulo de Nikkō Shōnin